# امرتینگ
امرتینگ (به آلمانی: Emmerting) یک شهر در آلمان است که در بایرن واقع شده‌است.

## خصوصیات
امرتینگ ۱۴٫۰۸ کیلومترمربع مساحت دارد ۳۹۰ متر بالاتر از سطح دریا واقع شده‌است.